# Maroc aux Jeux paralympiques d'été de 2020
Le Maroc participe aux Jeux paralympiques d'été de 2020 à Tokyo. lI s'agit de sa 9e participation à des Jeux paralympiques d'été.

## )Nombre d’athlètes qualifiés par sport
Voici la liste des qualifiés et sélectionnés marocains par sport :
| Sport           | Hommes | Femmes | Total |
| --------------- | ------ | ------ | ----- |
| Athlétisme      | 1      | 6      | 7     |
| Aviron          |        |        |       |
| Badminton       |        |        |       |
| Basket-ball     |        |        |       |
| Boccia          |        |        |       |
| Canoë           |        |        |       |
| Cyclisme        | 0      | 1      | 1     |
| Dynamophilie    | 0      | 3      | 3     |
| Équitation      |        |        |       |
| Escrime         |        |        |       |
| Football à 5    | 2      | 8      | 10    |
| Goalball        |        |        |       |
| Judo            |        |        |       |
| Natation        |        |        |       |
| Rugby           |        |        |       |
| Taekwondo       | 1      | 2      | 3     |
| Tennis          | 1      | 1      | 2     |
| Tennis de table |        |        |       |
| Tir             |        |        |       |
| Tir à l'arc     |        |        |       |
| Sexe            | 6      | 1      | 7     |
| Volley-ball     |        |        |       |
| Total           | 11     | 22     | 33    |

## Bilan général

### Bilan par sport
| Sport           | Médaille d'or, Jeux paralympiques | Médaille d'argent, Jeux paralympiques | Médaille de bronze, Jeux paralympiques | Total | Rang pays |
| --------------- | --------------------------------- | ------------------------------------- | -------------------------------------- | ----- | --------- |
| Athlétisme      | 4                                 | 4                                     | 2                                      | 10    |           |
| Aviron          |                                   |                                       |                                        |       |           |
| Badminton       |                                   |                                       |                                        |       |           |
| Basket-ball     |                                   |                                       |                                        |       |           |
| Boccia          |                                   |                                       |                                        |       |           |
| Canoë-kayak     |                                   |                                       |                                        |       |           |
| Cyclisme        |                                   |                                       |                                        |       |           |
| Dynamophilie    |                                   |                                       |                                        |       |           |
| Équitation      |                                   |                                       |                                        |       |           |
| Escrime         |                                   |                                       |                                        |       |           |
| Football à 5    |                                   |                                       | 1                                      | 1     |           |
| Goalball        |                                   |                                       |                                        |       |           |
| Judo            |                                   |                                       |                                        |       |           |
| Natation        |                                   |                                       |                                        |       |           |
| Rugby           |                                   |                                       |                                        |       |           |
| Taekwondo       |                                   |                                       |                                        |       |           |
| Tennis          |                                   |                                       |                                        |       |           |
| Tennis de table |                                   |                                       |                                        |       |           |
| Tir             |                                   |                                       |                                        |       |           |
| Tir à l'arc     |                                   |                                       |                                        |       |           |
| Triathlon       |                                   |                                       |                                        |       |           |
| Volley-Ball     |                                   |                                       |                                        |       |           |
| Total           | 4                                 | 4                                     | 3                                      | 11    |           |

### Bilan par jour de compétition
| Jour          | Médaille d'or, Jeux paralympiques | Médaille d'argent, Jeux paralympiques | Médaille de bronze, Jeux paralympiques | Total |
| ------------- | --------------------------------- | ------------------------------------- | -------------------------------------- | ----- |
| 25 août       | 0                                 | 0                                     | 0                                      | 0     |
| 26 août       | 0                                 | 0                                     | 0                                      | 0     |
| 27 août       | 0                                 | 0                                     | 0                                      | 0     |
| 28 août       | 0                                 | 0                                     | 0                                      | 0     |
| 29 août       | 0                                 | 0                                     | 0                                      | 0     |
| 30 août       | 0                                 | 0                                     | 0                                      | 0     |
| 31 août       | 0                                 | 0                                     | 1                                      | 1     |
| 1er septembre | 0                                 | 1                                     | 1                                      | 2     |
| 2 septembre   | 1                                 | 2                                     | 0                                      | 3     |
| 3 septembre   | 0                                 | 0                                     | 0                                      | 0     |
| 4 septembre   | 2                                 | 1                                     | 1                                      | 4     |
| 5 septembre   | 1                                 | 0                                     | 0                                      | 1     |
| Total         | 4                                 | 4                                     | 3                                      | 11    |

### Bilan par sexe
| Sexe   | Médaille d'or, Jeux paralympiques | Médaille d'argent, Jeux paralympiques | Médaille de bronze, Jeux paralympiques | Total |
| ------ | --------------------------------- | ------------------------------------- | -------------------------------------- | ----- |
| Hommes | 4                                 | 2                                     | 1                                      | 7     |
| Femmes | 0                                 | 2                                     | 2                                      | 4     |
| Total  | 4                                 | 4                                     | 3                                      | 11    |

## Médaillés

### Médailles d’or
| Sport              | Discipline            | Sportifs         | Performance     | Date             |
| Médailles d’or : 4 |                       |                  |                 |                  |
| Athlétisme         | 400 m - T12           | Abdeslam Hili    | 47 s 59 (AR)    | 2 septembre 2021 |
| Athlétisme         | Lancer de poids - F33 | Zakaria Derhem   | 11,37 m (WR)    | 4 septembre 2021 |
| Athlétisme         | 400m - T46-47         | Ayoub Sadni      | 47 s 38         | 4 septembre 2021 |
| Athlétisme         | Marathon - T12        | El Amin Chentouf | 2 h 21 min 43 s | 5 septembre 2021 |

### Médailles d’argent
| Sport                  | Discipline             | Sportifs           | Performance  | Date               |
| Médailles d’argent : 4 |                        |                    |              |                    |
| Athlétisme             | Lancer de disque - F41 | Youssra Karim      | 37,35 m      | 1er septembre 2021 |
| Athlétisme             | Lancer de poids - F33  | Fouzia El Kassioui | 11,37 m (WR) | 2 septembre 2021   |
| Athlétisme             | 400m - T13             | Mohamed Amguoun    | 47 s 70      | 2 septembre 2021   |
| Athlétisme             | Lancer de poids - F34  | Azzeddine Nouri    | 11,55 m      | 4 septembre 2021   |

### Médailles de bronze
| Sport                   | Discipline             | Sportifs | Performance      | Date               |
| Médailles de bronze : 3 |                        | |                  |                    |
| Athlétisme              | Lancer de poids - F33  | Saida Amoudi | 8,21 m           | 31 août 2021       |
| Athlétisme              | Lancer de disque - F41 | Hayat El Garaa | 29,30 m          | 1er septembre 2021 |
| Football à 5            | Masculin               | Abdellali Ait Al-Hakem Elhabib Ait Bajja Samir Bara Imad Berka Kamal Boughlam Said El-Mselek Houssam Ghilli Ayoub Hadimi Abderrazak Hattab Zouhair Snisla | 4-0 contre Chine | 4 septembre 2021   |